# 圣莫拉莱斯
圣莫拉莱斯，是西班牙卡斯蒂利亚-莱昂萨拉曼卡省的一个市镇。 总面积5平方公里，总人口223人（2001年），人口密度45人/平方公里。